# Victoria Heighway
Pas d'image ? Cliquez ici

a Compétitions nationales et continentales officielles uniquement.

b Matchs officiels uniquement.
Dernière mise à jour le 3 juin 2025.
Victoria Heighway, née le 28 novembre 1980 à Auckland (Nouvelle-Zélande), est une joueuse néo-zélandaise de rugby à XV. Elle joue au poste de deuxième ligne. Elle représente l'équipe de Nouvelle-Zélande entre 2000 et 2010.

## Biographie
Victoria Heighway fait ses débuts internationaux en 2010.
Elle remporte la Coupe du monde en 2002, 2006 et 2010.
Elle est mariée à l'ancienne internationale australienne Nyree Osieck (en).

## Palmarès
- 32 sélections en équipe de Nouvelle-Zélande entre 2000 et 2010.
- Championne du monde en 2002, 2006 et 2010.